# 이승윤 (가수)
이승윤(李承允, 1989년 8월 21일~)은 대한민국의 싱어송라이터이며 2020년 《싱어게인》의 초대 우승자이다.

## 경력
2011년 11월 24일, MBC 대학가요제 본선에 진출해 자작곡 '없을 걸'을 선보이며 처음으로 공식 활동을 시작했다. 후에 인디밴드 따밴의 기타 겸 보컬로 데뷔하였다. 2013년 개인 앨범 '오늘도', '반역가들'을 시작으로 2016년 '무얼 훔치지', 2018년 '달이 참 예쁘다고'를 발매 했다. 2019년부터는 알라리깡숑이라는 인디밴드를 결성한후 보컬 활동을 병행하였다.
오디션 프로그램 싱어게인 - 무명가수전에 30호 가수로 출연했고 최종 우승을 차지했다. 싱어게인 우승 이후 여러 방송과 광고에 출연했으며, 2021년 6월 알라리깡숑이 해체되고 홀로서기를 시작하면서 신곡 '들려주고 싶었던'을 발표했다. 짧은 홍보 활동 후 11월에 정규 1집 '폐허가 된다 해도'로 컴백했다. 정규 2집 '꿈의 거처' 발매를 위한 프로젝트로 이듬해 12월 첫 번째 선공개 싱글 'DS Vol.1 웃어주었어', 익년 1월 두 번째 선공개 싱글 'DS Vol.2 비싼 숙취'를 발매하였고, 1월 26일 정규 2집 ‘꿈의 거처’를 발매하였다.
정규앨범 ‘폐허가 된다 해도’의 발매 기념 단독공연은 양일간 올림픽홀 전석을 매진시켰다. 2022년 7월 음악 레이블 마름모와 새롭게 손잡고 정규앨범 2집 ‘꿈의 거처’의 발매기념 단독공연을 개최했으며 해당 공연도 양일간 핸드볼경기장 전석을 매진시켰다. 이후 전국투어와 앵콜공연을 진행했고 해당 공연들도 전석 매진되었다.
현재 3집을 준비 중이며, 다양한 페스티벌과 대학 축제에 참여하고 있다.

## 앨범
- 데뷔 싱글 음반
  - 2011년 11월 24일 MBC 대학가요제 <없을걸>
- 솔로 발매 앨범
  - 2013년 5월 <오늘도>
    - 오늘도 (title)
    - 가끔은

  - 2013년 12월 <반역가들>
    - 하품만 나오네
    - 반역가들 (title)
    - 이백서른두번째 다짐

  - 2015년 2월 <지식보다 거대한 우주에는>
    - 그림자 위로
    - 지식보다 거대한 우주에는 (title)
    - 푸념

  - 2016년 6월 <무얼 훔치지>
    - 그림자 위로
    - 무얼 훔치지 (title)
    - 이백서른두번째 다짐
    - 하품만 나오네
    - 지식보다 거대한 우주에는
    - 반역가들
    - 푸념
    - 가끔은
    - 들려주고 싶었던
    - 천문학자는 아니지만
    - 오늘도
    - 어버버버

  - 2018년 9월 <달이 참 예쁘다고>
    - 우주 like 섬띵 투 드링크
    - 무명성 지구인
    - 빗 속에서
    - 달이 참 예쁘다고 (title)
    - 새롭게 쓰고 싶어

  - 2019년 8월 <새벽이 빌려준 마음>
    - 뒤척이는 허울 (title)
    - 관광지 사람들
    - 구겨진 하루를
    - 새벽이 빌려준 마음 (title)
    - 정말 다행이군

  - 2020년 2월 <1995년 여름>
  - 2020년 9월 <영웅 수집가>
    - 영웅수집가 (title)
    - 시적허용

  - 2021년 6월 <들려주고 싶었던>
    - 들려주고 싶었던, 뮤직비디오

밴드 Alary-Kansion 발매 앨범
- 2019년 3월 <날아가자>
- 2019년 4월 <굳이 진부하자면>
- 2019년 7월 <허튼 소리>
  - 허튼 소리 (title)
  - 가짜 꿈
  - 사자를 보러 가자
  - 날아가자
  - 굳이 진부하자면
  - 바까씨온
- 2020년 8월 <게인주의>
  - 게인주의 뮤직비디오

OST 발매
- 2021년 4월 <We are>, JTBC 드라마 '로스쿨' OST
- 2021년 5월 <This is mine>, tvN 드라마 '마인' OST
- 2021년11월 <I am lost>, JTBC 드라마 '너를 닮은 사람' OST
- 2022년 1월 <언덕나무>, SBS 드라마 '그 해 우리는' OST
- 2022년 9월 < I Remember You>, TVN 드라마 '멘탈코치 제갈길' OST

리메이크 발매/ 미발매 음악 (편곡 및 가창)
- 2021년 1월 싱어게인 - 무명가수전
  - Honey
  - 연극 속에서
  - Chitty Chitty Bang Bang
  - 내 마음에 주단을 깔고
  - 소우주(Mikrokosmos)
  - 물
- 2021년 4월 - 6월 유명가수전
  - Love Poem
  - 4월
  - 못다한 노래
  - 위로
  - 우린
  - 아모르 파티
  - 물
  - 내 귀에 캔디
  - 망고쉐이크
  - 넌 내게 반했어
  - 사랑 Two
  - J 에게

정규 1집 앨범 발매
- 2021년 11월 24일 <폐허가 된다 해도>
  - 도킹
  - 구름 한 점이나
  - 교재를 펼쳐봐
  - 사형선고
  - 폐허가 된다 해도 (title)
  - 코미디여 오소서
  - 누군가를 사랑하는 사람다운 말
  - 커다란 마음
  - 흩어진 꿈을 모아서

정규 2집 앨범 발매
- 2023년 1월 26일 <꿈의 거처>
  - 영웅 수집가
  - 말로장생
  - 누구누구누구
  - 꿈의 거처 (title)
  - 시적 허용
  - 1995년 여름
  - 야생마 (Feat. 이일우 From 잠비나이)
  - 비싼 숙취
  - 웃어주었어
  - 기도보다 아프게
  - 한 모금의 노래
  - 애칭

미발매 자작곡
- - 무얼 훔치지
  - 작품만 남고 나는
  - 바닥이 따뜻해져서
  - 가사노바
  - 그전에
  - 엇박의 계주
  - 요즘 들어
  - 대답해줘요

그 외 다수

## 활동
콘서트 및 행사
- 2020년 이전
  - 2018년, [공연] 청춘마이크, 이승윤 버스킹
- 2020년
  - 2020년, [공연] 청춘마이크, 이승윤 버스킹
  - 2020년, [공연] 한국문화예술협동조합 주관 부산울산경남권 청춘마이크

- 2021년
  - 2021년 4월 23일, 롯데백화점 랜선콘서트
  - 2021년 5월 23일, [공연] 2021 SOMEDAY THEATRE CANTBILE, 세종문화회관
  - 2021년 6월 19일, [공연] 싱어게인 TOP10 전국투어, 광주
  - 2021년 6월 22일, [공연] 11TV 희망어게인
  - 2021년 7월 2일, [공연] 싱어게인 TOP10 전국투어, 서울
  - 2021년 7월 3일, [공연] 싱어게인 TOP10 전국투어, 서울
  - 2021년 7월 4일, [공연] 싱어게인 TOP10 전국투어, 서울
  - 2021년 7월 11일, [공연] 신한 스퀘어브릿지, 서울 페스티벌
  - 2021년 7월 17일, [공연] 싱어게인 TOP10 전국투어, 대구
  - 2021년 8월 25일, [공연] Youtube, 2021 청춘마이크, 문화가 있는 날 집콘
  - 2021년 9월 3일, [공연] 2021 사운드베리 콘서트, 서울
  - 2021년 9월 4일, [공연] 사람사랑 생명사랑 밤길 라이브 (비대면)
  - 2021년 9월 7일, [공연] 반창고 콘서트, 경기도의료원 (비대면)
  - 2021년 10월7일, [공연] 스와치 언택트라이브콘서트
  - 2021년 10월8일, [공연] 성남시민 초청 힐링콘서트
  - 2021년 11월12일, [공연] 싱어게인 TOP3 콘서트, 서울
  - 2021년 11월13일, [공연] 싱어게인 TOP3 콘서트, 서울
  - 2021년 11월14일, [공연] 싱어게인 TOP3 콘서트, 서울
  - 2021년 11월20일, [공연] 싱어게인 TOP3 콘서트, 대구
  - 2021년 12월11일, [공연] 싱어게인 TOP3 콘서트, 부산
  - 2021년 12월18일, [공연] 싱어게인 TOP3 콘서트, 전주
  - 2021년 12월26일, [공연] 싱어게인 TOP3 콘서트, 성남
- 2022년
  - 2022년 3월 19일, 3월 20일 서울 올림픽홀에서 단독 콘서트 “도킹”
  - 2022 SOMEDAY THEATRE CANTABILE 세종문화회관 4월 10일
  - 2022년 Beautiful Mint Life 2022 올림픽공원 내 88 잔디마당 5월 14일
  - 2022년 6월  5일, 페스티벌 SUM 예스24라이브홀
  - 2022년 6월 11일, 청춘 페스티벌 헤드라이너 올림픽공원 내 88 잔디마당
  - 2022 신한 스퀘어브릿지 페스티벌 노들섬 7월 9일
  - 2022 Soundberry Festa 코엑스 그랜드블룸 및 오디토리움 일대 7월 24일
  - 2022 KB Pay X 인천펜타포트 락페스티벌 송도달빛축제공원 8월 7일
  - 2022 하이원 힐링 콘서트 하이원 리조트 8월 13일
  - Someday Festival 2022 난지 한강공원 9월 4일
  - ENDviolence CONCERT 온라인 콘서트 9월 16일
  - 리슨어게인 페스티벌 2022 〈Listen Again Festival 2022〉올림픽공원 9월 17일
  - 목포 뮤직 플레이 2022 갓바위 문화타운 10월 1일
  - 그랜드 민트 페스티벌 2022 올림픽공원 10월 23일
  - LIVE. ON 온라인 공연 10월 24일
  - LOVE IN SEOUL 2022 - 이승윤 세종문화회관 11월 20일
  - 틱톡 힐링 라이브 더블첵[12] 온라인 콘서트 12월 3일

- 2023년
  - 2023 이승윤 전국투어 콘서트 <DOCKING> - 서울 올림픽공원 핸드볼경기장2월 18일 - 2월 19일
  - 2023 이승윤 전국투어 콘서트 <DOCKING> - 대구 천마아트센터 그랜드홀 3월 4일
  - 2023 이승윤 전국투어 콘서트 <DOCKING> - 부산 벡스코 오디토리움 3월 11일
  - 2023 이승윤 전국투어 콘서트 <DOCKING> - 대전 충남대학교 정심화홀 3월 18일
  - 2023 이승윤 전국투어 콘서트 <DOCKING> - 용인 경희대학교 국제캠퍼스 선승관 3월 25일
  - 2023 이승윤 전국투어 콘서트 <DOCKING> - 광주 광주김대중컨벤션센터 다목적홀 4월 1일
  - 2023 이승윤 해외 콘서트 <DOCKING> - 타이베이 LEGACY MAX 4월 16일
  - 2023 LOVESOME 잠실 종합운동장 올림픽주경기장 4월 23일
  - 서울재즈페스티벌 2023 올림픽 공원 핸드볼경기장 5월 27일
  - 2023 이승윤 전국투어 콘서트 <DOCKING> - 서울 앵콜 올림픽 공원 올림픽홀 7월 1일 - 7월 2일
  - 2023 인천펜타포트락페스티벌 송도달빛축제공원 8월 4일
  - 2023 K 글로벌 하트 드림어워즈 KSPO DOME(올림픽체조경기장)8월 10일
  - 데이브레이크 'SUMMER MADNESS 2023:X' - 게스트 블루스퀘어 마스터카드홀 8월 13일
  - 2023 렛츠락페스티벌 난지 한강공원 9월 3일
  - 홍익대학교 축제 - 화양연화 홍익대학교 9월 15일
  - 2023 조이올팍페스티벌 올림픽공원 88잔디마당 9월 17일
  - 계명문화대학교 축제 - 비슬제 계명문화대학교 9월 20일
  - 광운대학교 축제 - 광신도 광운대학교 9월 21일
  - IDOL RADIO LIVE IN SEOUL 상암 서울월드컵경기장 9월 23일
  - 상명대학교 축제 - Deer For U_비상 상명대학교 천안 9월 25일
  - 한양대학교 ERICA 가을축제 HYRICA:DDING-DONG 한양대학교 ERICA 9월 26일
  - 2023 부산국제록페스티벌 삼락생태공원 10월 7일
  - 2023 부산국제영화제 아시아콘텐츠어워즈 & 글로벌OTT어워즈 축하공연 영화의전당 야외극장 10월 8일
  - 2023 그랜드 민트 페스티벌 올림픽공원 88잔디마당 10월 21일
  - 2023 이승윤 콘서트 <DOCKING> - 도쿄 Zepp Haneda 10월 26일
  - '꿈의 거처' LP 음감회 콩치노콩크리트 11월 2일
  - 2023 LEE SEUNG YOON CONCERT - 뒤끝 블루스퀘어 마스터카드홀 12월 29일 - 12월 31일

- 2024년
  - 이승윤 콘서트 도킹 : 리프트오프 (공연실황영화) 롯데시네마 단독 개봉 3월 22일 ~ 4월 23일
  - THE GLOW 2024 킨텍스 4월 13일
  - 2024 LOVESOME 페스티벌 KSPO DOME 4월 28일
  - 2024 용인대학교 축제 - 청룡제 용인대학교 5월 9일
  - Beautiful Mint Life 2024 올림픽공원 5월 12일
  - 2024 경희대학교 축제 - 대동제 MASTERPEACE:Highlight 경희대학교 서울캠퍼스 5월 22일
  - PEAK Festival 2024 난지한강공원 6월 1일
  - Seoul Park Music Festival 올림픽공원 6월 30일
  - 2024 인천 펜타포트 락페스티벌 송도달빛축제공원 8월 00일

음악방송
- 2011년
  - 제 35회 MBC 대학가요제 입선, 자작곡 '업을 걸'
- 2020년
  - 2020년 11월 ~ 2021년 2월, JTBC '싱어게인-무명가수전'
- 2021년
  - 2021년 4월 ~ 2021년 6월, JTBC '유명가수전' '유명가수전-히든트랙' (고정 출연)
  - 2021년 5월 29일, KBS 불후의 명곡
  - 2021년 6월 13일, KBS 1 평화음학회
  - 2021년 6월 23일, MBC every 1/ M '쇼! 챔피언'
  - 2021년 6월 22일, SBS MTV THE SHOW
  - 2021년 6월 23일, MBC '쇼! 음악중심'
  - 2021년 7월 3일, KBS 2 유희열의 스케치북
  - 2021.07.19 Seezn '싱스테이3'  김재환과 치열한 서바이벌 프로그램 한 편 찍고 간 노래🎤,댄스🕺🏿,축구⚽️ 다 되는 천재만재 이승윤
  - 2021.08.01 tvN 코미디빅리그 사이코러스 코러스 A/S 받으러 나온 이승윤
  - 2021.08.19 TV조선 '사랑의 콜센타'  추억여행 시켜주는 이승윤🚅 "내사랑 내곁에"🎵
- 2022년
  - 2022.02.28 JTBC '싱어게인2' 스페셜 무대  꿈을 가진 이들에게✉️ 이승윤X신유미x박현규 <흩어진 꿈을 모아서>🎵
  - 2022.03.11 KBS2 '유희열의 스케치북'
  - 2022.03.19,26 KBS2 '불후의 명곡' 아티스트 산울림 김창완 편
  - 2022.05.04 MBC '라디오 스타' 공연의 민족 편
  - 2022.06.11,18 KBS2 '불후의 명곡' 아티스트 이적 편
  - 2022.07.12 왓챠 '지혜를 빼앗는 도깨비' 11화 힙티스트 편
  - 2022.09.02 EBS1 'EBS 스페이스 공감' 1591회 - 이승윤 편
  - 2022.09.25 JTBC '뭉쳐야 찬다 2' 60회
- 2023년
  - 2023.02.19 MBC '구해줘! 홈즈' 191회  싱어송라이터 이승윤의 미소😊  화장실에서 샤워 부스 녹음성공한 이승윤!
  - 2023.06.09 KBS2 더 시즌즈 '최정훈의 밤의공원' 4회
  - 2023.08.12 KBS2 '불후의 명곡 2 ' 전설을 노래하다
- 2024년
  - 2024.07.12 KBS2 더 시즌즈 '지코의 아티스트' 12회
- 2025년

예능
- 2020년

- 2021년
  - 2021년 2월 27일, JTBC 아는 형님
  - 2021년 3월 5일, JTBC 배달가요-신비한레코드샵
  - 2021년 3월 8일, JTBC 독립만세
  - 2021년 4월 6일, tvN 온앤오프
  - 2021년 4월 25일, sbs 티키타카
  - 2021년 5월 7일, Seezn 고막메이트 3
  - 2021년 8월 1일, tvN 코미디빅리그
  - 2021년 8월 19일, 사랑의 콜센타

- 2022년

- 2023년

- 2024년

라디오
- 2017년
  - 2017.02.22 '시간공장 오픈마이크'  방구석 음악인 이승윤
  - 2017.05.05 '손수저의 맨손체조'  맨손토크 2부 - 이승윤쇼 그리고 손수저스타K
  - 2017.06.29 '바람종의 '신나는 홍대 앞'  66회(게스트-이승윤 / 오픈라디오-아웃오브캠퍼스)
- 2020년
  - 2020.02.25 '새의 전부 라디오'  방구석 음악인 이승윤 (뮤지션 초대 특집)
  - 2020.07.06  청춘마이크 부산울산경남권 X KNN라디오_이승윤_30호 가수[34]
- 2021년
  - 2021년 2월 18일, '김이나의 별이 빛나는 밤에' 각🅰️KNN라디오, 김이나의 별이 빛나는 밤에 MBC 라디오, [https://www.youtube.com/watch?
  - 2021년 2월 23일, '김현정의 뉴스쇼' 최화정의 파워타임
  - 2021년 2월 23일, 댓꿀쇼 라이브 미스터라디오
  - 2021.02.23 '최화정의 파워타임'
  - 2021.02.23 '윤정수 남창희의 미스터 라디오'
  - 2021년 2월 25일, '두시탈출 컬투쇼'두시탈출 컬투쇼
  - 2021년 3월 2일, KBS COOL FM 정은지의 가요광장
  - 2021년 3월 10일, 네이버NOW 피오 민호의 Brrrr Firends
  - 2021년 3월 31일, 네이버NOW god의 점심어택
  - 2021년 4월 5일, 네이버NOW 라비의 퀘스천마크
  - 2021년 6월 24일, MBC 라디오, 정오의 희막곡 김신영입니다
  - 2021년 6월 24일, SBS 라디오, 두시 탈출 컬투쇼
  - 2021년 6월 24일, MBC 라디오, 김이나의 별이 빛나는 밤에
  - 2021년 6월 28일, KBS 라디오 윤정수 남창희의 미스터라디오
  - 2021년 7월 6일, 네이버NOW 야간작업실
  - 2021년 7월 9일, SBS 라디오, 박소현의 러브게임
  - 2021년 7월 12일, MBC 라디오, 전효성의 꿈꾸는 라디오
  - 2021년 7월 13일, 네이버NOW 점심어택
  - 2021년 8월 5일, 네이버NOW, 슬기zip
  - 2021년 11월24일, 네이버 OUT NOW, 이승윤 컴백쇼
  - 2021년 11월25일, SBS 파워FM, 두시탈출 컬투쇼
  - 2021년 11월25일, MBC 라디오, 김이나의 별이 빛나는 밤에
  - 2021년 11월26일, 네이버 NOW, 최강창민의 프리허그
  - 2021년 11월29일, KBS CoolFM, 윤정수 남창희의 미스터 라디오
  - 2021년 11월29일, 네이버 NOW, STUDIO 문나잇
  - 2021년 11월30일, SBS 파워FM, 박소현의 러브게임
  - 2021년 11월30일, 네이버 NOW, 적재의 야간작업실
  - 2021년 12월 1일, SBS 파워FM, 아름다운 이 아침 김창완입니다.
  - 2021년 12월 1일, SBS 파워FM, 허지웅 쇼
  - 2021년 12월 2일, 네이버 NOW, 너에게 음악
  - 2021년 12월 2일, MBC FM4U, 전효성의 꿈꾸는 라디오
  - 2021년 12월 3일, 네이버 NOW, 곽범 이창호의 99가지 그림자
  - 2021년 12월 5일, KBS Cool FM, Station Z 뮤터뷰
  - 2021년 12월12일, KBS Cool FM, Station Z 뮤터뷰
  - 2021년 12월 15일, 네이버 NOW, 장예원의 장스트릿
- 2022년
  - 2022.07.30, 08.06 '김이나의 별이 빛나는 밤에'
  - 2022.08.07 '4시엔 윤도현입니다'
  - 2022.08.18-10.06 매주 목요일 네이버 나우 '이승윤의 후아유'
    - [일상이승윤] 이승윤의 후아유
    - 지코(zico)x 이승윤 인생 철학 얘기하는데 웬 모기가;;
    - 르세라핌(lESSERAFIM)허윤진, 방출 당한 회사에서 데뷔했다?
    - 기리보이의 갓띵곡 '호구', 모티브가 하정우였다고?! 🧐
    - 초면에 동시 은퇴 선언하는 헤이즈x이승윤 😳
    - 권진아x이승윤도 피해 갈 수 없었던 오디션 프로 후폭풍
    - 선우정아에게 반발심을 일으킨 '도망가자'
    - 그레이가 잘되고 배 아파 죽을뻔한 이승윤
    - 10분만에 이승윤 입덕하기 [이승윤의 후아유]
    - 이승윤 최애 쇼(?) 후아유 시즌2 한답니다~~ 👏

  - 2022.09.05-11 '4시엔 윤도현입니다' - 스페셜 DJ
    - 2022.09.05  스페셜DJ컹컹볼✨이승윤✨과 함께하는 스페~셜한 4시엔🌿
    - 2022.09.05  [OFF AIR] 아직도 떨려요?🥴! 긴장 max 이승윤의 4시엔 스페셜 DJ첫날🎉
    - 2022.09.06  화요일 4시엔~ 스페셜한 DJ✨이승윤✨과 스페~셜하게🌿
    - 2022.09.07  어정쩡한 수요일도 스페셜DJ ✨이승윤✨과 함께라면 시간순삭💗
    - 2022.09.08  연휴까지 D-1❗️ 스페셜DJ ✨이승윤✨ 컹디와 조금만 더 힘내요🥰
    - 2022.09.16  이승윤🤎과 함께한 일주일 간의 추억을 모아서! | 네시엔 스페셜 DJ 인터뷰

  - 2022.09.23 '이승윤 채널' 이승윤 실버버튼 언박싱하기와 댓글 이벤트
  - 2022.11.10-12.29 매주 목요일 네이버 나우 '이승윤의 후아유(시즌2)'
    - 10CM가 아메리카노 부르기 싫었던 이유
    - 페더 엘리아스(Peder Elias)는 어떻게 음악을 시작하게 됐을까?
    - 송소희, 국악 시작한 이유 가스라이팅이었다?!
    - 알고 보니 기회주의자들이(?) 모인 밴드?! 😎 2022 헬로루키 대상 'JISOKURY CLUB'
    - 스텔라장 6개국어 언어 천재썰, 해명합니다🙋‍♀️
    - 정승환이 엉겁결에 발라드 가수가 된 이유
    - 저스디스, 4년이 지나서야 밝힌 Gone 뒷 이야기
    - 이승윤이 말하는 한국 싱어송라이터의 현실
    - [일상이승윤] 후아유 시즌2 마지막회 🔥

  - 2022.12.02 '헤이즈의 볼륨을 높여요'  볼륨 초대석 : 왔어요 with 이승윤
  - 2022.12.06 '두시의 데이트' 뮤지, 안영미입니다  뭘 해야겠는지 모르겠을 땐 일단 ෆ이승윤ෆ이 나오는 두데를 보자
  - 2022.12.07 '비투비의 키스 더 라디오'  원샷초대석 with 이승윤
  - 2022.12.08 '윤정수 남창희의 미스터 라디오'  윤정수의 오선지 with 이승윤
  - 2022.12.08 '김이나의 별이 빛나는 밤에'  '이승윤'과 별밤 대장 부엉의 만남은 언제나 웃음 가득!
  - 2022.12.09 '최화정의 파워타임'  이렇게 투 샷! 보고 싶었다고요🙊 오반, 이승윤 보는 라디오
  - 2022.12.09 'GOT7 영재의 친한친구'  담백한 개나리같은 '이승윤'의 매력 친친에서 확인★
- 2023년
  - 2023.01.31 '아름다운 이 아침 김창완입니다'
  - 2023.02.03 '배철수의 음악캠프'
  - 2023.02.06 '박명수의 라디오쇼'  전설의 고수 with 이승윤
  - 2023.02.09 '두시탈출 컬투쇼'공통점이 많은 두 사람🤝홍대광,이승윤 보는 라디오
  - 2023.02.28 '웬디의 영스트리트'  🌸셀레는 목소리의 주인공👏싱어송라이터 이승윤
  - 2023.03.07 '정오의 희망곡 김신영입니다' 봄과 함께 돌아온 🌸이승윤🌸 | 정희에 DOCKING🚀 합니다ෆ
  - 2023.10.13 TOKYO FM <TOKYO TEPPAN FRIDAY> 14:00-16:00
  - 2023.11.01 TOKYO FM 「IDOL CHAMP presents POP-K TOP10 Friday」 19:00-20:00
  - 2023.12.14 18회 - 2023 제1회 뮤브 어워즈 "올해의 아티스트 : 이승윤" (with 이승윤)
  - 2023.12.19 '두시탈출 컬투쇼'[FULL] 올 연말 두근두근 가슴 뛰게 하는 페스티벌 요정들🎤👼🏻 이승윤(LEE SEUNG YOON),경서(KyoungSeo) 보는 라디오
- 2024년

교양/시사
- 2020년

- 2021년
  - 2021년 2월 14일, JTBC 뉴스룸
  - 2021년 2월 19일, 중앙일보 인터뷰
  - 2021년 2월 23일, CBS 김현정의 뉴스쇼
  - 2021년 2월 24일, JTBC 전용우의 뉴스 ON
  - 2021.05.06 JTBC 차이나는 클라스  팬들을 '수집(🖤)'하고 있는 이승윤의 <영웅 수집가>🎵차이나는 클라스
  - 2021.06.13 KBS 2021 평화음악회 마음, 잇다
- 2022년
  - 2022.05.05 SBS 꼬리에 꼬리를 무는 그날 이야기  꼬꼬무에 출연한 것만으로 뿌듯해하는 꼬물이! 천재 싱어송라이터 이승윤 꼬꼬무에 등장!
  - 2022.11.12,19 MBC 2002 한일월드컵 20주년 기념 3부작 다큐멘터리 '그때 나도 거기 있었다' 1부, 3부
- 2023년
  - 2023.02.15 SBS 주영진의 뉴스브리핑   10년 무명 이승윤 '장르는 이승윤"
  - 2023.02.20, 27 차이나는 클라스 차이나는 밤샘토크  무반주 꿈의 거처
- 2024년

유튜브 콘텐츠
- 2017년
  - 2017.11.25 헤이리 커피공장103 ARCHIVE 이승윤 - 한모금의 노래,오늘도,이백서른두번째 다짐,그림자 위로,달이 참 예쁘다고,하품만 나오네,잠좀쳐자,무얼 훔치지
  - 2017.12.11 언플러그드_UNPL 오픈마이크  이승윤 '달이 참 예쁘다
- 2018년
  - 2018.08.01 쇼쏭/ShowYourSong  이승윤 인터뷰 - 내 야망은 아무도 날 못알아보는거야
  - 2018.08.30 쇼쏭/ShowYourSong  이승윤 깜짝 놀랄 영상 아이디어 기획방법 (뮤직비디오제작기)
  - 2018.09.01 언플러그드_UNPL  이승윤 - 빗 속에서
  - 2018.09.17 쇼쏭/ShowYourSong  [1절 MV] 달이 참 예쁘다고 - 이승윤
  - 2018.10.20 무드살롱Moodsalon 이승윤 - 허니 이승윤 - 무얼 훔치지
  - 2018.10.25 언플러그드_UNPL  이승윤 - 무얼 훔치지
  - 2018.11.21 2023서울거리공연 - 구석구석라이브  2018 거리예술존 북서울미술관 별 광장 / 이승윤 - 지식보다 거대한 우주에는
  - 2018.12.19 알록Aloq  이승윤 - 지식보다 거대한 우주에는 (Guest)
- 2019년
  - 2019.02.24 '쇼쏭/ShowYourSong'  이 플랫폼을 이용하려고 나왔습니다 - 이승윤
  - 019.03.16 '쇼쏭/ShowYourSong'  소리 한 번 지르고 가겠습니다 아아악~! 반전 가슴저미는 음악 이승윤 - 오늘도 (라이브)
  - 2019.03.20 '쇼쏭/ShowYourSong'  30호 가수 이승윤 - 날아가자 연기땜에 공연하다 빵터짐 알라리깡숑(Feat.서도밴드)
  - 2019.03.30 '쇼쏭/ShowYourSong'  노래 부르다 관객우의 화음에 현웃터진 가수 이승윤 - 들려주고 싶었던 (라이브)
  - 2019.04.29 'Alary-Kansion알라리깡숑'  알라리깡숑 - 굳이 진부하자면 (Official MV)
  - 2019.06.26 '이승윤 채널'  알라리깡숑 - 허튼소리 Live
  - 2019.07.11 '2023서울거리공연-구석구석 라이브'
  - 2019서울거리공연 DDP시티투어버스정류장 / 이승윤 - 오늘도
  - 2019서울거리공연 밤도깨비시장DDP / 이승윤 - 한 모금의 노래
  - 2019.11.09 'Alary-Kansion알라리깡숑'  [MV] 알라리깡숑(Alary-Kansion)_날아가자(NARAGAZA)
- 2020년
  - 2020.01.16 'Alary-Kansion알라리깡숑'  [Live] 알라리깡숑 - 날아가자(NARAGAZA)
  - 2020.01.30 '언플러그드_UNPL  이승윤 - 사형선고
  - 2020.02.04 'Alary-Kansion알라리깡숑'  [Live] 알라리깡숑 - 들려주고 싶었던
  - 2020.04.10 'Alary-Kansion알라리깡숑'  [Live] 알라리깡숑 - 게인 주의 (카페 언플러그드 공연)
  - 2020.04.15 'Alary-Kansion알라리깡숑'  알라리깡숑 구독자 100명 돌파 축하영상
  - 2020.04.25 'Alary-Kansion알라리깡숑'  [Live] 알라리깡숑 - 날아가자(Feat.이디어츠 (20200411 고인물 공연)
  - 2020.04.26 'JEBI ON AIR 제비온에어'
  - 알라리깡숑 Alary Kansion 제비다방 Live [Live] 알라리깡숑 - 도킹 [Live] 알라리깡숑 - 들려주고 싶었던 [Live] 알라리깡숑 - 날아가자
  - 2022.05.03 'Alary-Kansion알라리깡숑'- 20200503 펫사운즈 공연 [Live] 알라리깡숑 - 들려주고 싶었던(Feat.이디어츠)[Live] 알라리깡숑 - 가짜 꿈[Live] 알라리깡숑 - 게인 주의[Live] 알라리깡숑 - 교재를 펼쳐봐
  - 2020.07.01 'Alary-Kansion알라리깡숑'  깡하! 열분 저희 채널이 구독자 150명 돌파했어요😹골드버튼을 향하여!!현문우답(p.s. 영상 끝까지 보시고 선물 받아보숑)
  - 2020.07.02 'Alary-Kansion알라리깡숑' 2020.06.13 카페 언플러그드 공연 후기 깡하!👋👋 알깡 멤버들과 함께하는 본격 무대 뒷 이야기🗣️ 알라리깡숑 - 공연자가진단 1부 '생각하는 것만큼 우리는 멋있지 않았다' 세상 즐거운 밴드 알깡의 언플러그드 공연 후기 2부!알라리깡숑 - 공연자가진단 2부
  - 2020.07.02 '한국문화예술협동조합'  2020 문화가 있는 날 청춘마이크 이승윤
  - 2020.09.13 'Alary-Kansion알라리깡숑'  [MV] 알라리깡숑 - 게인 주의(Gainism)
  - 2020.09.19 CLUB A.O.R  알라리깡숑 - 기도보다 아프게
  - 2020.09.30 CLUB A.O.R  알라리깡숑 - 날아가자
  - 2020.10.03 '한국문화예술협동조합'  2020 청춘마이크 부산울산경남권 x 합천영상테마파크 방구석 버스킹_30호 가수_이승윤
  - 2020.10.31 'Alary-Kansion알라리깡숑'  [VLOG] 이승윤 '영웅수집가'뮤비 촬영기
  - 2020.12.28 'Alary-Kansion알라리깡숑'  깡하!🤗 이건 못 참지....!!!(날아가자 MV B컷) 대방출!! 짤줍하세요 어서어서🥳🥳
- 2021년
  - 2021.01.01 '언플러그드_UNPL'  이승윤 솔로공연 (2020.04.30) + 알라리깡숑 공연 (2020.06.13)
  - 2021.01.15 '한국문화예술협동조합'  한문협도 빠져버린 이승윤의 퇴폐미_가사첨부
  - 2021.01.23 '쇼쏭/ShowYourSong'  이승윤 빵터지는 무대매너?!! 공연 미공개영상 30호
  - 2021.01.25 '한국문화예술협동조합'  모태 섹시 이승윤의 class는 영원하다!!!!
  - 2021.02.01 '쇼쏭/ShowYourSong'  이승윤을 먼저 알았던 가수들의 반응! 공연 미공개영상 30호 가수
  - 2021.02.08 '한국문화예술협동조합'  구겨진하루를 다린다고? 이승윤 이남자 탐난다..._가사첨부
  - 2021.02.20 '중앙일보'  '싱어게인'이승윤, 음원사이트에서 1집 사라진 이유
  - 2021.02.25 'VOGUE KOREA'  방송에서 듣지 못한 싱어게인 TOP6의 노래🙌 이승윤의 목소리로 듣는 'Oasis'의 명곡🦋✨
  - 2021.03.12 'W KOREA'  싱어게인 30호 이승윤, 29호 정홍일, 63호 이무진의 추억의 명곡 이상형 월드컵 by W KOREA
  - 2021.03.22 '뉴스엔-Newsen'  "어 구독자야 왔어~?"'구.독자'님들께 바치는 깡숑한 하루를 보낼 수 있는 승윤님 영상🎬🎸!
  - 2021.03.31 'ShowPLAY Entertainment'  모델 아니고 가수 맞습니다! 이승윤 아레나 화보 촬영 비하인드
  - 2021.04.01 'Marie Claire Korea'  (굳이4K)'싱어게인'우승자 이승윤Lee seung yoon이 부르는 '굳이 진부하자면'
  - 2021.04.13 '이승윤 채널' 감사 인사 하려다가 갑자기 댓글 이벤트
  - 2021.04.20 '아레나옴므플러스'  싱어게인 우승자 30호 '이승윤'의 향후 계획은? 지금 바로 공개! 🔥선물 이벤트도 있음🔥
  - 2021.04.27 'Marie Claire Korea'  🎤싱어게인 TOP4🎤TMI 대방출! 이승윤,정홍일,이무진,이소정의 댓글읽기
  - 2021.05.14 '방언니-방송국에 사는 언니들  친구 앞에서 날 하대한는 센 척 가오남친,왜 이래? 싱어게인 30호 이승윤과 함께하는 <고막메이트> Ep.54
  - 2021.05.30 '이승윤 채널' 이승윤 스불재 4.13대첩 당첨자 발표
  - 2021.06.22 '1theK(원더케이)'  [MV] LEE SEUNG YOON(이승윤)_Unspoke (들려주고 싶었던)
  - 2021.06.22 'Music is my life'  이승윤 - 들려주고 싶었던/가사
  - 2021년 6월 30일, Youtube, 딩고뮤직 세로라이브
  - 2021년 7월 13일, Youtube, 1theK Originals, MR은 거들뿐
  - 2021년 7월 15일, Youtube, 황태와 양미리
  - 2021년 7월 19일, Seezn 싱스테이 3, 라이프타임 방송
  - 2021년 8월 4일, Youtube, ODG (열등감 설명하기)
  - 2021년 8월 13일, Youtube, MUPLY (랜덤문답)
  - 2021.08.04 'ODG'  열등감 설명하기(Feat.이승윤)
  - 2021.08.21 'ShowPLAY Entertainment'오늘은 이승윤이 요리한다🎂 컹세프's Kitchen (이승윤 생일 특집 1탄) 이승윤의 생일을 축하합니다🎂 컹세프's Kitchen (이승윤 생일 특집 2탄 )
  - 2021.09.28 '청춘마이크'  [2020 청춘마이크] 이승윤
- 2022년
  - 2022.03.01 창작집단 unlook의 기획공연  [Spot to Life] 흩어진 꿈을 모아서 - 이승윤
  - 2022.03.08 창작집단 unlook의 기획공연  [Spot to Life] 도킹 - 이승윤
  - 2022.03.15 창작집단 unlook의 기획공연  [Spot to Life] 코미디여 오소서 - 이승윤
  - 2022.03.31 창작집단 unlook의 기획공연  [Spot to Life] 폐허가 된다 해도 - 이승윤
  - 2022.04.06 창작집단 unlook의 기획공연  [Spot to Life] 교재를 펼쳐봐 - 이승윤
  - 2022.04.18 창작집단 unlook의 기획공연  [Spot to Life] 커다란 마음 - 이승윤
  - 2022.04.27 양주안의 얼룩말 - 이승윤  Spot to Life
  - 2022.05.09 마이크임팩트[청춘페스티벌] 인생이 힘들고 지칠때 이승윤처럼 "나로 잘 살아보고 싶다"[청춘페스티벌] '이승윤'덕후가 직접 인터뷰 한다면? [청춘페스티벌2022] '이승윤'의 이야기를 직접 듣고 싶다면
  - 2022.08.21 'MAREUMO마름모' 이승윤X마름모 웰컴 프로필 촬영 현장📸  Making Film
  - 2022.08.31 'MAREUMO마름모' 이승윤|Birthday Gift Streaming LIVE Official Clip  0821 이승윤생일 공식라방
  - 2022.09.08 'MAREUMO마름모'  이승윤 | 2022 추석인사 🍂
  - 2022.09.23 '이승윤 채널' 이승윤 실버버튼 언박싱하기와 댓글 이벤트
  - 2022.10.01 'MBN Entertainment'  싱어송라이터 이승윤!! END Violence 콘서트 비하인드
  - 2022.11.11 제일기획 [Cheil Worldwide] 채널일 제1화방 EP.1  새콤달콤 뽀리다가 보는 사람 입꼬리까지 뽀려버린 괴도 승윤
  - 2022.11.29 'MAREUMO마름모'  [HIGHLIGHT MEDLEY] 이승윤 DS Vol.1 웃어주었어
  - 2022.12.01 'MAREUMO마름모'  [ONE TAKE FILM] 이승윤 DS Vol.1 웃어주었어
  - 2022.12.02 1theK Originals  웃어주었어 LIVE 4K
  - 2022.12.11 'MAREUMO마름모' [ACOUSTIC LIVE]이승윤 '웃어주었어'이승윤 '한 모금의 노래'
  - 2022.12.05 아지트라이브 AZIT LIVE  웃어주었어
  - 2022.12.21 '이승윤 채널' Live Performance 이승윤 - 한 모금의 노래(A Sip Of Song) 이승윤 - 말로장생(Unsubtitled) 이승윤 - 웃어주었어(Upon A Smile)
  - 2022.12.30 HUP!  이승윤 - 무얼 훔치지 / 말로장생 | SELF RECORDING
- 2023년
  - 2023.01.05 '이승윤 채널' [OFFICIAL MV] 이승윤 '들려주고 싶었던' 이승윤 '누군가를 사랑하는 사람다운 말 이승윤 '교재를 펼쳐봐' 이승윤 '폐허가 된다 해도' 이승윤 '웃어주었어'
  - 2023.01.11 '이승윤 채널' Live Performance
  - 2023.01.12 I'm LIVE | 아임라이브 Ep.290 이승윤(lee Seung-yoon)_Full Episode 일미터라이브 인증 제대로 해주고 가버림🙊 이승윤 하드털이 [아임라이브 4분할 캠📹] 이승윤 공연 실황 | I'm LIVE Livestream/4-cam View
  - 2023.01.26 몽베스트 라이브  꿈의 거처(Shelter of Dreams)영웅 수집가(Hero Collector)
  - 2023.01.27 it's Live  "꿈의 거처" 이승윤의 신곡 밴드라이브
  - 2023.01.27 오늘의 주우재  ☠️뼈밖에 없다고 무시하지 마라^ 마른 사람들의 항변
  - 2023.01.28 딩고뮤직  #딩고라이브 이승윤 - 꿈의 거처
  - 2023.01.30 COSMOPOLITAN Korea  [ENG] 유죄 인간 이승윤(LEE SEUNG YOON),입덕을 불러일으키는 영상🎤💙|이승윤|꿈의 거처|줌터뷰
  - 2023.02.02 Rolling Stone Korea  /RSK INTERVIEW/ Lee Seung-yoon /모든 순간의 영혼을 담아, 이승윤
  - 2023.02.02 wall.live 월라이브  [4K] 꿈의 거처 + 1995년 여름 + 비싼 숙취 Live Clip
  - 2023.02.03 the Fillin' Live ep 07.  (4K) 이승윤의 꿈 같은 밴드라이브 콘서트✨풀버전
  - 2023.02.07 'MAREUMO마름모' [ACOUSTIC LIVE]
  - 2023.03.19 빠더너스 BDNS 해인칭  들어올 땐 자유, 나갈 땐 아닌 개미 지옥 작업실을 찾은 가수 이승윤!
  - 2023.04.27 Forbes Korea  [CELEB INTERVIEW] 포브스 선정 파워셀러브리티 40 - 가수 이승윤
  - 2023.05.03 '이승윤 채널' [이승윤Vlog] 대만 도킹
  - 2023.05.16 CURV  이승윤(Lee Seung Yoon)-'꿈의 거처(Shelter Of Dreams)'(Live Performance)[4K]  [일상이승윤] 꿈의 거처 in CURV
  - 2023.05.18 'MAREUMO마름모' [Playlist] 노래 안에서 만나자 🛰️  이승윤 2023 DOCKING CONCERT SET LIST
  - 2023.05.23 '이승윤 채널'  [이승윤Vlog] 대만 도킹
  - 2023.08.14 '이승윤 채널' [이승윤Vlog] 울산 불후의 명곡 록 페스티벌
  - 2023.08.28 'MAREUMO마름모' 2023 이승윤 생일 커피차 이벤트 현장☕️  Behind The Scene
  - 2023.08.30 'MAREUMO마름모' 2023 BGS LIVE Official Clip  0821 이승윤 생일 공식라방
  - 2023.09.14 '이승윤 채널'  이승윤 | DOCKING ENCORE CONCERT 2023 (Full Ver. 4K) @ OLYMPIC HALL
  - 2023.09.29 'MAREUMO마름모' 2023 추석인사  이승윤 추석인사  2023 추석 맞이 다도 체험🍵
  - 2023.10.06 Tiny Desk Korea 이승윤의 '비싼숙취' 해소법 & 오늘 점메추 저메추 필요한 사람 다 모여, 붉은 꿈 사이에 피어난 장미🌹 - 들려주고 싶었던
  - 2023.10.11 - 11.01 '이승윤 채널' '이승윤 정규 2집 꿈의 거처 ' Record Book Record Book Chapter.1 Record Book Chapter.2 Record Book Chapter.3 Record Book Chapter.4
  - 2023.10.13 '이승윤 채널' Live Performance 이승윤 - 1995년 여름(Summer In 1995) 이승윤 - 꿈의 거처(Shelter Of Dreams) 이승윤 - 시적 허용(Poetic License)
  - 2023.10.24 Harper's BAZAAR Korea  [ENG]공연의 '신'은 조금 부담스러운데...추기경이면 어떨까요? 페리인터뷰
  - 2023.10.27 '이승윤 채널' Live Performance 이승윤 - 애칭(Nickname) 이승윤 - 영웅 수집가(Hero Collector) 이승윤 - 누구누구누구(Some Some Some)
  - 2023.11.30 '이승윤 채널' [이승윤Vlog]  도쿄 도킹 #1
  - 2023.12.07 '이승윤 채널' [이승윤Vlog]  도쿄 도킹 #2
- 82023.12.16 '그랜드민트페스티벌 GMF'  이승윤 - 비싼 숙취
  - 2023.12.18 뮤직 매거진 '뮤브'MUVE [MUVE 18회]  뮤브 선정 '올해의 아티스트' 인터뷰 with 이승윤
- 82023.12.25 '이승윤 채널' [LP Playlist]  아무래도 너여야만 해 🎄| 이승윤 정규 2집 '[꿈의 거처](Shelter Of Dream)' LP 플레이리스트
- 2024년
  - 2024.01.08 '이승윤 채널' [Playlist]  더 이상 잃지 않아 길 같은 건 🌟 | 2023 뒤끝 CONCERT SET LIST
  - 2024.01.18 'MAREUMO 마름모' 이승윤 2024 시즌 그리팅 촬영 현장🎁  Behind The Scene
  - 2024.01.25 'MAREUMO 마름모' 이승윤 2023 뒤끝 콘서트 현장 Ep.1 🔚  Behind The Scene
  - 2024.01.26 'MAREUMO 마름모' 이승윤 2023 뒤끝 콘서트 현장 Ep.2 🔚  Behind The Scene
  - 2024.02.14 '이승윤'  '꿈의 거처(Shelter Of Dreams)' LP UNBOXING
  - 2024.02.21 '이승윤'  Setup Time Lapse | DOCKING : LIFTOFF
  - 2024.03.31 'Marie Claire Korea' 자취 마스터 이승윤의 꿀팁 대방출!  Marie Radio with Lee Seungyoon❤️
  - 2024.04.02 '이승윤' [SPIN:OFF]  2024 첫 화보 현장 vlog | DOCKING : LIFTOFF
  - 2024.04.04 '이승윤' 이승윤 - 영웅 수집가 (Hero Collector) Live Clip @ 2023 LEE SEUNG YOON CONCERT  DOCKING : LIFTOFF
  - 2024.04.05 '이승윤'  Archive Edition Commentary Trailer | DOCKING : LIFTOFF
  - 2024.04.10 나상나상나상현 영감! 어딨소? 시즌2  아련한 이승윤 | 영감!어딨소? 시즌2 ep09
  - 2024.04.16 '이승윤' [SPIN:OFF]  CINEMA DAY vlog | DOCKING : LIFTOFF SPIN:OFF
  - 2024.04.19 film94 i cannot adult  '초면부터 반말이네..' 독서실에서 만난 2년차 vs 12년차 로커
  - 2024.04.23 '이승윤' 이승윤 - 시적허용 (Poetic License) Live Clip  @2023 LEE SEUNG YOON CONCERT | DOCKING : LIFTOFF

광고 및 홍보
- 2021년 3월, 11번가 희망쇼핑 캠페인 참여(나레이션 및 에코백 디자인)
- 2021년 4월, 아띠베뷰티 전속모델
- 2021년 5월, 티맵셀럽 이승윤 버전 출시
- 2021년 5월, 리바이스 501®Day 뮤직 콘서트 참여
- 2021년 5월, 롯데 하이마트 이승윤 영웅수집가 X 우리동네 핫-트 콘서트: 홍대편
- 2021년 6월, 맥심 아이스 커피 광고 모델
- 2021년 6월, 의자 전문 브랜드 시디즈 앰배서더
- 2022년 3월, 캐쥬얼 패션 브랜드 BDDN 뮤즈 활동,  이승윤 시그니처 판매 보관됨 2022-05-30 - 웨이백 머신

영화
- 2023년
  - 듣보인간의 생존신고
    - 개봉일: 2023년 9월 6일, 관객수: 15,070
- 2024년
  - 이승윤 콘서트 도킹 : 리프트오프
    - 개봉일: 2024년 3월 22일, 관객수: 20,810

## 경력 및 수상내역
- - 2021년 2월, JTBC 싱어게인, TOP 1 초대 우승
  - 2021년 8월, 한국소비자포럼 2021년 싱어송라이터 부문 브랜드 대상 수상
  - 2021년 12월, 2022 대한민국 퍼스트 브랜드 대상 남성 보컬 부문 수상
  - 2022 포브스코리아 선정 파워 셀러브리티 40 : 34위
  - 2022년 5월,  2022 멜론 최애 수록곡 대전 TOP10 선정 <흩어진 꿈을 모아서>
  - 2022년 5월, 뷰티풀민트라이프 2022 어워즈 : 최고의 루키 수상
  - 2023년 1월, 제32회 하이원 서울가요대상 : 올해의 발견상
  - 2023 소비자 선정 최고의 브랜드 대상 : 드라마  OST
  - 2023 포브스코리아 선정 파워 셀러브리티 40 : 29위
  - 2023 K글로벌 하트 드림 어워즈 : K글로벌 베스트 록상
  - 2023 제10회 이데일리 문화대상 콘서트 부분 최우수상 : 후보작 선정
  - 2023 제1회 뮤브 어워즈 : 올해의 아티스트
  - 2024 소비자 선정 최고의 브랜드 대상 : 콘서트
  - 2025 32주년 한터뮤직어워즈 밴드 부문 특별상
  - 2025 제1회 디 어워즈 유픽 인기상 베스트 남자 솔로상
  - 2025 제22회 한국대중음악상 올해의 음악인 부문
  - 2025 제22회 한국대중음악상 최우수 모던록 노래 부문
  - 2025 제22회 한국대중음악상 최우수 록 노래 부문